# Сахаров, Николай Иванович (библиограф)
Николай Иванович Сахаров (12 декабря 1921, Вятское, Ярославская губерния — 16 февраля 1999, Москва) — советский и российский библиограф

 и историк.

## Биография
Николай Иванович Сахаров родился 12 декабря 1921 года в селе Вятское (ныне — Некрасовский район Ярославской области).
Участник Великой Отечественной войны.
В 1947 году окончил Московский государственный библиотечный институт, в 1952 году — аспирантуру в том же институте.
Доцент Московского института культуры.
Труды Сахарова посвящены вопросам библиографирования общественно-политической литературы.
Автор библиографии шахматной литературы в СССР (где проаннотированы свыше 1100 названий печатных изданий), а также многочисленный обзоров шахматной литературы, статей о шахматных книгах.
Почётный гражданин города Химки.

## Книги
- Шахматная литература СССР. Библиография (1775—1966), М., 1968.
- Мы — из библиотечного : (Страницы воспоминаний). М., 1995. 33 с.
- Шахматная литература России. Библиографический указатель (1775—1997), Советский спорт, M., 2001, 320 с. ISBN 5-85009-551-9